# Hard To Kill (2024)
Hard To Kill (2024) será o próximo evento pay-per-view (PPV) de luta livre profissional produzido pela Total Nonstop Action Wrestling (TNA). Acontecerá no dia 13 de janeiro de 2024, no Palms Casino Resort em Paradise, Nevada, e será o quinto evento da cronologia Hard To Kill. Este também será o primeiro pay-per-view não One Night Only sob a marca original Total Nonstop Action desde Bound for Glory em 2016, quando a empresa foi rebatizada como Impact Wrestling em 2017.
No Hard to Kill, a empresa retornará oficialmente à bandeira da TNA. Rebellion (2024)

## Produção

### Introdução
Em 21 de outubro de 2023, no Bound for Glory, o Impact Wrestling anunciou que o 2024 Hard To Kill aconteceria em 13 de janeiro de 2024, no Palms Casino Resort em Paradise, Nevada. Ao mesmo tempo, a Impact anunciou que voltaria ao nome original Total Nonstop Action Wrestling (TNA) começando com o mesmo evento.